# Nedašovce
Nedašovce és un poble i municipi d'Eslovàquia que es troba a la regió de Trenčín. La primera menció escrita de la vila es remunta al 1232.

## Demografia
| Godina             | 1994 | 2004   | 2014   | 2024   |
| ------------------ | ---- | ------ | ------ | ------ |
| Nombre de persones | 443  | 455    | 439    | 427    |
| Diferència         |      | +2,70% | −3,51% | −2,73% |

| Godina             | 2023 | 2024   |
| ------------------ | ---- | ------ |
| Nombre de persones | 435  | 427    |
| Diferència         |      | −1,83% |